# Franke Previte
Franke Jon Previte ist ein US-amerikanischer Sänger, Komponist, Songwriter und Musikproduzent aus New Brunswick, New Jersey.
Er gründete 1980 die Band Franke & the Knockouts, die mit Sweetheart 1981 einen Top-10-Hit in den USA hatte.
1988 erhielt Previte als Co-Komponist des Songs (I’ve Had) The Time of My Life für den Soundtrack zum Film Dirty Dancing einen Oscar und einen Golden Globe. Ein weiterer bekannter Filmsong, Hungry Eyes, stammt ebenfalls von ihm und war ursprünglich ein Demosong seiner eigenen Band.
Als Musikproduzent arbeitete Previte unter anderem für Fleetwood Mac und Cyndi Lauper.